# ティソク
ティソク（Tizoc、? - 1486年）は、メシカの都市国家テノチティトランの第7代トラトアニ（統治者）であり、アステカ帝国の君主（在位1481年-1486年）。
アステカの君主としての在位年数がスペイン人の到来前ではもっとも短く、伝承では暗君の代表のように伝えられるが、必ずしも実態を反映していない。

## 生涯
「ティソク」とは「犠牲をささげる者」という意味だが、「苦行を行う者」、「血を流す者」とも解釈される。アステカ文字では通常傷ついた足によって示されるが、アガベあるいは骨が石を貫く文字でも示される。
ティソクの生年は不明である。前トラトアニであるアシャヤカトルの同母兄弟で、アシャヤカトルの治世においては将軍にあたるトラコチカルカトルをつとめており、したがって戦争の経験はあるはずだった。アシャヤカトルの死にともなって即位したが、前代までのトラトアニと異なって軍事的な征服は限られており、その成果もはかばかしくなかったという。通常、新しいトラトアニは即位式の犠牲に供するための捕虜を得るための戦いを行うが、伝承によればティソクは戦いにおいて40人の捕虜を得たが300人の戦士を失った。即位して2年後、ティソクの軍事力が劣るとみたメキシコ湾岸の諸国が反乱を起こし、ティソクはその鎮圧のために遠征した。
伝承によれば、即位式の宴会においてティソクは人々に向かって「人生は短いから楽しむべきだ」と語ったとされる。その通り、ティソクの在位年数はわずか5年だった。その間、テンプロ・マヨールの拡張にも失敗した。ティソクはおそらく暗殺された。
ティソクは軍人が高い官位を得ることによって権力を持つのを制御しようとし、最高の勲章を得るには武勇で知られるウェショツィンゴの兵士を捕虜にしなければならないなどの規則を設けた。これが貴族の恨みを買った可能性がある。

## ティソクの石

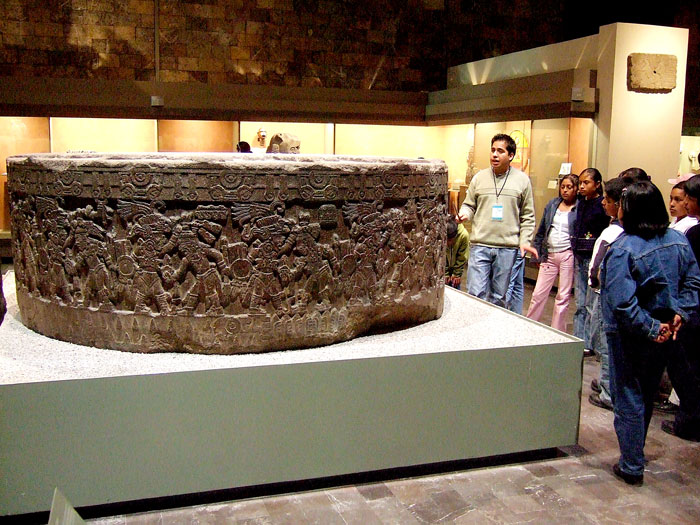
ティソクの石

「ティソクの石」と呼ばれる円柱状の石碑はティソクが自らの軍事的な功績を誇るために造られた。この石碑にはティソクが征服した多数の都市を描いている。アステカの石碑は数が非常に少なく、また現存するアステカの文書はスペインによる植民地化以降に書かれたものであるため、現存する15世紀のアステカの記録として貴重である。